# Arica (geslacht)
Arica is een geslacht van vlinders van de familie snuitmotten (Pyralidae), uit de onderfamilie Chrysauginae.

## Soorten
- A. pelopsana Walker, 1863
- A. semicuprealis Dognin, 1909
- A. splendens Druce, 1895